# Gentefied
Gentefied est une série télévisée américaine de comédie dramatique créée par Marvin Lemus et Linda Yvette Chávez, et diffusée sur Netflix le 21 février 2020. Les acteurs principaux sont Karrie Martin, Joseph Julian Soria, Carlos Santos et Joaquín Cosío . En mai 2020, la série est renouvelée pour une deuxième saison, diffusée à partir du 19 novembre 2021,. En janvier 2022, la série est décommandée après deux saisons.

## Synopsis
Gentefied suit la vie de « trois cousins mexicains-américains et leur combat pour atteindre le rêve américain, même si cela implique de mettre en péril ce à quoi ils tiennent le plus : leur quartier, leur grand-père immigré et la boutique de tacos familial ».

## Distribution

### Acteurs principaux
- Joaquín Cosío (VF : José Luccioni) : Casimiro « Pop » Morales
- JJ Soria (VF : Benjamin Pascal) :  Erik Morales
- Karrie Martin Lachney (VF : Laëtitia Lefebvre) : Ana Morales
- Carlos Santos (VF : Franck Lorrain) : Chris Morales

### Acteurs récurrents
- Julissa Calderon (VF : Vanessa Van-Geneugden) : Yessika Castillo
- Jaime Alvarez : Javier
- Jonny Rees : Austin
- Annie Gonzalez (VF : Sandra Parra) : Lidia Solis
- Bianca Melgar (VF : Coralie Coscas) : Nayeli Morales
- Laura Patalano (VF : Daniela Labbé Cabrera) : Beatriz Morales
- Rafael Sigler : Pancho Solis
- Al Patiño : Chuey
- Brenda Banda (VF : Corinne Wellong) : Norma
- Felipe Esparza (VF : Marc Saez) : Crazy Dave
- Michelle Ortiz : Connie
- Manuel Uriza : Ernesto Morales
- Melinna Bobadilla : Melinna Barragán
- Ivana Rojas : Saraí Damian
- Clarissa Thibeaux : Bree Solano

### Invités
- America Ferrera (VF : Antonella Colapietro) : Andy Cruz
- Van Jones : lui-même

## Épisodes

### Aperçu de la série
| Saison | Épisodes | Date de sortie   |
| ------ | -------- | ---------------- |
| 1      | 10       | 21 février 2020  |
| 2      | 8        | 19 novembre 2021 |

### Saison 1 (2020)
| Numéro général | Numéro dans la saison | Titre                    | Réalisé par      | Écrit par                                                  | Date de sortie  |
| -------------- | --------------------- | ------------------------ | ---------------- | ---------------------------------------------------------- | --------------- |
| 1              | 1                     | « Casimiro »             | Marvin Lemus     | Marvin Lemus & Linda Yvette Chávez                         | 21 février 2020 |
| 2              | 2                     | « Sous Caution »         | Marvin Lemus     | Marvin Lemus & Linda Yvette Chávez                         | 21 février 2020 |
| 3              | 3                     | « Machos ou pas »        | America Ferrera  | Alessia Costantini                                         | 21 février 2020 |
| 4              | 4                     | « Le chômage des héros » | America Ferrera  | Arielle Díaz                                               | 21 février 2020 |
| 5              | 5                     | « La fresque »           | Marta Cunningham | Linda Yvette Chávez                                        | 21 février 2020 |
| 6              | 6                     | « Le prix des rêves »    | Marta Cunningham | Marvin Lemus                                               | 21 février 2020 |
| 7              | 7                     | « Amour coloré »         | Aurora Guerrero  | Monica Macer                                               | 21 février 2020 |
| 8              | 8                     | « Un travail de femme »  | Aurora Guerrero  | Emilia Serrano                                             | 21 février 2020 |
| 9              | 9                     | « Tacos de bobos »       | Andrew Ahn       | Monica Macer & Camila María Concepción & Jamie Bess Tunkel | 21 février 2020 |
| 10             | 10                    | « Delfina »              | Andrew Ahn       | Linda Yvette Chávez & Marvin Lemus                         | 21 février 2020 |

### Saison 2 (2021)
| Numéro général | Numéro dans la saison | Titre                                   | Réalisé par         | Écrit par                                              | Date de sortie   |
| -------------- | --------------------- | --------------------------------------- | ------------------- | ------------------------------------------------------ | ---------------- |
| 11             | 1                     | « Bienvenue à la maison »               | America Ferrera     | Linda Yvette Chávez & Marvin Lemus                     | 19 Novembre 2021 |
| 12             | 2                     | « Vivían Castro déteste les Mexicains » | America Ferrera     | Marvin Lemus & Linda Yvette Chávez                     | 19 Novembre 2021 |
| 13             | 3                     | « Papa »                                | Linda Yvette Chávez | Arielle Díaz                                           | 19 Novembre 2021 |
| 14             | 4                     | « Juste un signe »                      | Diego Velasco       | Luisa Leschin                                          | 19 Novembre 2021 |
| 15             | 5                     | « Jour de repos »                       | Marvin Lemus        | Keith Antone & Cameron J. Ross                         | 19 Novembre 2021 |
| 16             | 6                     | « Sangiving »                           | America Ferrera     | Arielle Díaz                                           | 19 Novembre 2021 |
| 17             | 7                     | « Plus de pansements »                  | Marvin Lemus        | Keith Antone & Cameron J. Ross & Francisco Cabrera-Feo | 19 Novembre 2021 |
| 18             | 8                     | « Tous humains, tous légaux »           | Marvin Lemus        | Linda Yvette Chávez & Luisa Leschin                    | 19 Novembre 2021 |

## Production

### Développement
Netflix annonce le 6 février 2019 avoir commandé la production d’une première saison de dix épisodes pour une nouvelle série. La série est créée par Marvin Lemus et Linda Yvette Chávez, crédités en tant que producteurs exécutifs aux côtés de Monica Macer, Aaliyah Williams, America Ferrera, Charles D. King, Kim Roth et Teri Weinberg. America Ferrera a également réalisé deux épisodes,. MACRO, Take Fountain et Yellow Brick Road compteront également parmi les producteurs de la série. Elle sort le 21 février 2020. Netflix la renouvèle pour une deuxième saison de huit épisodes le 18 mai 2020. Le 23 novembre 2020, la productrice exécutive Aaliyah Williams annonce qu’elle a signé un accord avec CBS Studios. La deuxième saison sort le 19 novembre 2021. Le 13 janvier 2022, Netflix décommande la série après deux saisons.

### Casting
La présence au casting comme personnages principaux de Karrie Martin, Joseph Julian Soria, Carlos Santos et Joaquín Cosío est annoncée en avril 2019,. En mai 2019, Julissa Calderon, Annie Gonzalez, Laura Patalano, Felipe Esparza, Rafael Sigler, Jaime Alvarez, Bianca Melgar, Michelle Ortiz et Alejandro Patiño sont officiellement choisis pour les rôles secondaires. En avril 2021, Clarissa Thibeaux, Manuel Uriza, Ivana Rojas et Melinna Bobadilla rejoignent le casting dans des rôles secondaires pour la deuxième saison.
Gonzalez a un rôle dans une autre série, Vida, qui explore également les problèmes de la gentrification à Boyle Heights. Quand Ludwig Hurtado, journaliste pour NBC News, lui parle des multiples séries portant sur le même sujet, Gonzalez déclare : « Si nous avons déjà plein de séries sur la police ou les pompiers, nous pouvons tout aussi bien avoir plus de séries comme celle-ci. Il n'y en a jamais assez. »

## Réception

### Réponse critique
Sur Rotten Tomatoes, la première saison a un taux d'approbation de 92% basé sur 24 critiques, ainsi qu’une note moyenne de 8/10. Le consensus des critiques du site déclare: « Bien qu’elle soit parfois un peu brutale, l'approche de Gentefied, centrée sur la communauté et les réalités de la gentrification, est tout à la fois hautement personnelle et très accessible, avec des situations hilarantes ». Metacritic lui donne une note moyenne pondérée de 70 sur 100, basée sur 11 critiques, indiquant « des avis généralement favorables ».
James Poniewozik écrit pour le New York Times qu’il trouve que la série est parfois didactique, mais de manière positive : « La production semble être au plus pres des lieux, au ras du trottoir et du sol. Le ton de la série est authentique et assuré, au sens figuré comme littéral. On oscille naturellement entre l'anglais, l'espagnol et le spanglish de la même manière que les histoires racontées oscillent entre les mondes - des rues de Boyle Heights aux galeries d’art, des femmes immigrées cousant à la pièce aux cuisiniers immigrés qui détaillent en petits morceaux des herbes à la chaîne ».
La deuxième saison a un taux d'approbation de 100% sur Rotten Tomatoes, basé sur 5 critiques, ainsi qu’une note moyenne de 8/10.

### Distinctions
Gentefied a été nommé dans la catégorie Outstanding Comedy Series aux 33e GLAAD Media Awards en 2022.